# Paradela (Pontevedra)
Paradela (oficialmente Santa María de Paradela) es una parroquia española del municipio de Meis, perteneciente a la provincia de Pontevedra, en la comunidad autónoma de Galicia.

## Historia
Hacia mediados del siglo XIX, el lugar, ya por entonces perteneciente a Meis, tenía contabilizada una población de 1140 habitantes. Aparece descrito en el duodécimo volumen del Diccionario geográfico-estadístico-histórico de España y sus posesiones de Ultramar de Pascual Madoz con las siguientes palabras:

PARADELA (Sta. María): felig. en la prov. de Pontevedra (2 leg.), part. jud. de Cambados (1 1/2), dióc. de Santiago (7), ayunt. de Meis (1/2). sit. á la izq. del r. Umia en terreno desigual; reinan con mas frecuencia los aires del N. y S.; el clima es templado, y las enfermedades comunes reumas y fiebres inflamatorias. Tiene unas 200 casas repartidas en las aldeas de Carregal, Casal, Modía, Molino, Linares, Louriño, Lontañon, Moroza, Nobal, Otero, Panaboi, Pompean, Portelas, Quintanes y Vilanobiña. Hay escuela de primeras letras frecuentada por 30 niños de ambos sexos, y dotada con 500 rs. en frutos. La igl. parr. (Santa María) se halla servida por un cura de entrada y patronato lego. Tambien hay 5 capillas de propiedad particular. Confina el térm.: N. r. Umia; E. Romay; S. San Lorenzo de Nogueira, y O. Lois. El terreno es de buena calidad; le ciñe de N. á O. dicho r. Umia, sobre el cual hay un puente de 12 ojos; y pr el S. corre el r. que baja de Nogueira y se junta al anterior en Lois; en las indicadas colinas se crian robles, pinos y castaños. Atraviesan por esta parr. 2 caminos: el uno de Pontevedra á Villagarcia, y el otro de Caldas de Reyes á Cambados, ambos en mal estado. El correo se recibe en Caldas. prod.: maiz, trigo, centeno, lino, legumbres, hortaliza y frutas, sin escluir la de limon y naranjas; se cria ganado vacuno, poco lanar y alguno de cerda; caza de perdices, conejos y liebres, y pesca de truchas y reos. ind.: la agrícola y molinos harineros. comercio: estraccion de vino. pobl.: 210 vec., 1,140 alm. contr.: con su ayunt. (V.).
(Madoz, 1849, p. 685)

En 2022, tenía empadronados 910 habitantes.